# Альт, Эммануэль
Эммануэль Альт (фр. Emmanuelle Alt, род. 18 мая 1967 года, Париж, Франция) ― французский модный редактор. Она занимала пост главного редактора французского издания журнала Vogue Paris с февраля 2011 года, сменив Карин Ройтфельд по май 2021 года. В настоящее время она является постоянным сотрудником журналов Harper's Bazaar France, Holiday и Le Monde.

## Биография

### Ранние годы
Мать Альт, Франсуаза, работала моделью Lanvin и Nina Ricci в 1960-х и 70-х годах. Сама Альт училась в Институте образования.

### Карьера
В 2000 году Альт стала модным директором журнала Vogue, когда Карин Ройтфельд заняла должность главного редактора и наняла Альт непосредственно из журнала Mixte.
До Mixte она занимала должности во французском издании ELLE (с 1984 года), а затем в журнале 20 Ans, в 1993 году стала главным редактором.
Во время руководства Ройтфельд тираж издания в 2010 году вырос со 100 000 до 140 000 экземпляров во время мирового финансового кризиса. Такому росту, вероятно, способствовало содержание журнала, большая часть которого была оформлена Альт и Ройтфельд в провокационной манере, включавшей в себя большое количество обнаженной натуры и садомазохистских элементов.
Годовая зарплата Альт во французском Vogue составляла около 300 000 долларов США по сравнению с 2 миллионами долларов в год (в 2005 году) у ее коллеги, главного редактора американского Vogue, Анны Винтур. Однако тираж американского издания, составляющий более 1 миллиона экземпляров, превосходит тираж французского издания этого издания.
Первый номер Альт вышел в апреле 2011 года. Говоря о своих намерениях относительно будущего содержания французского Vogue, она заявила: Я не думаю, что должны произойти радикальные изменения. Я намерена остаться с прежними фотографами журнала, такими как Дэвид Симс, Мерт и Маркус, Марио Тестино и Брюс Вебер. В июле 2013 года она сказала в интервью Huffington Post, что Лондон и Париж ― это разные миры.

### Личная жизнь
Альт замужем за художественным руководителем Isabel Marant, Франком Дюраном. У них двое детей, Антонин и Франсуаза. 
Она не курит и не употребляет алкоголь.